# NFPA 704

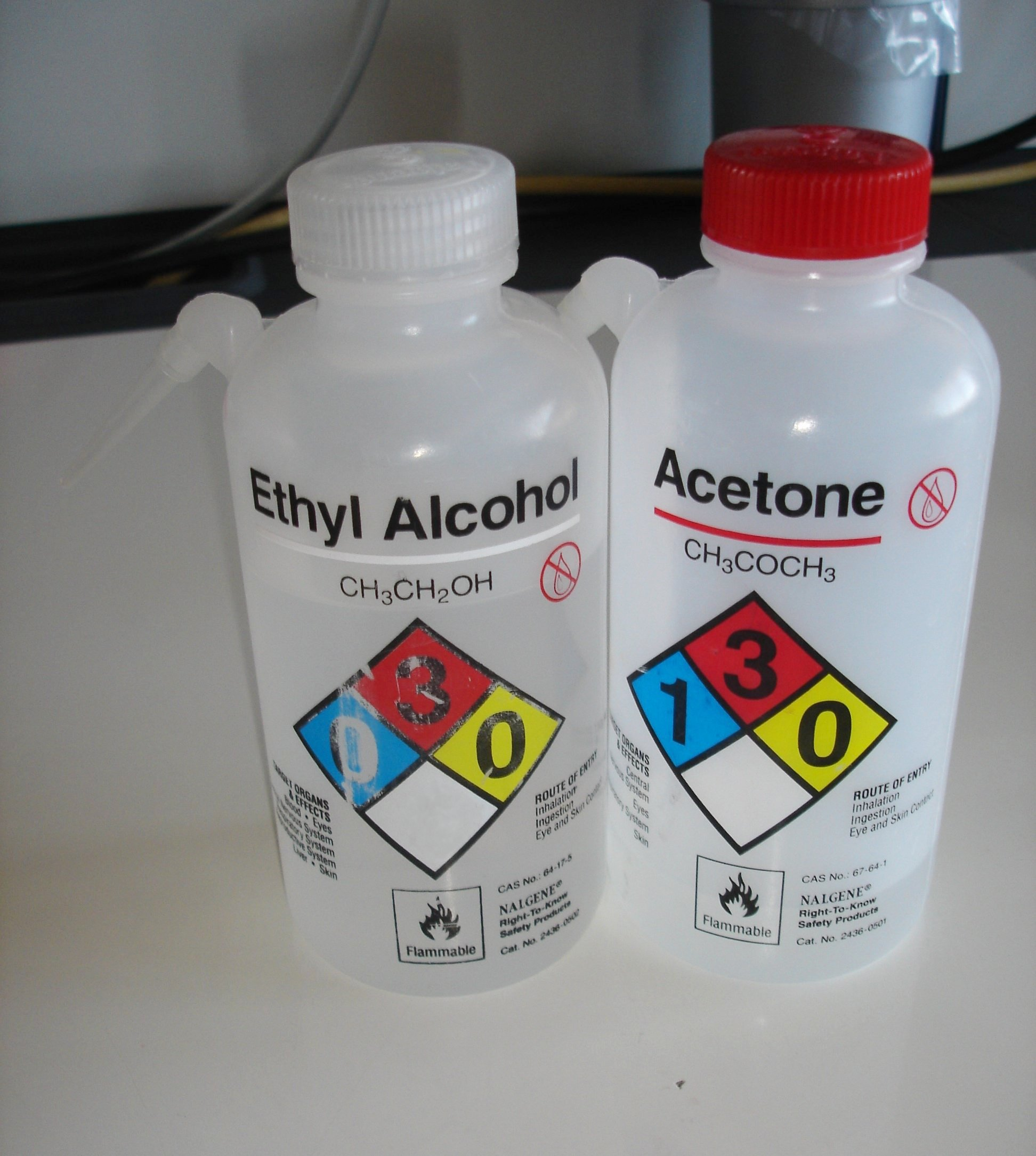
Két műanyag flakon az NFPA 704 szabvány szerinti címkével.

Az NFPA 704 az amerikai Nemzeti Tűzvédelmi Szövetség (National Fire Protection Association) szabványa, amely az anyagok éghetőségét osztályozza egy könnyen felismerhető, gyémánt alakú piktogrammal. Ez a „tűzgyémánt” gyorsan és könnyen tájékoztatja a mentést végzőket a veszélyes anyagok kockázatairól;, valamint segít eldönteni, hogy szükséges-e speciális eszköz, vagy különleges eljárás a segélynyújtás során.

## Értelmezés

Az NFPA 704 szabvány szerinti piktogram példája.

A piktogram négy kis négyzetre tagolódik, mindegyik színe egymástól különbözik. A színek az anyag egy-egy tulajdonságát jelzik: a kék az egészségre ártalmas hatást, a vörös a tűzveszélyességet, a sárga a kémiai aktivitást, a fehér pedig az egyedi, különleges veszélyeket. Mindegyik jellemző egy ötfokú skálán kerül osztályozásra, ahol 0 a veszélytelenséget, 4 pedig a komoly veszélyt jelenti.
| Egészség (kék)                       | Egészség (kék) | Gyúlékonyság (piros) | Gyúlékonyság (piros) |
| ------------------------------------ | --- | -------------------- | --- |
| 0                                    | Az egészségre veszélytelen, nem szükségesek óvóintézkedések (pl. víz).                                                                              | 0                    | Nem ég (pl. víz, kénsav, szén-dioxid). |
| 1                                    | Irritációt, esetleg kisebb maradandó sérülést okozhat (pl. aceton).                                                                                 | 1                    | A meggyulladáshoz melegítés szükséges (pl. szójaolaj). Lobbanáspont 93 °C felett.                                                                                               |
| 2                                    | Nagyfokú vagy folyamatos kitettség eszméletvesztést, ideiglenes károsodást, esetleg maradandó sérülést okozhat (pl. dietil-éter).                   | 2                    | Mérsékelten melegítve vagy a környezet viszonylag magas hőmérsékletén meggyúlhat (pl. gázolaj). Lobbanáspont 38 °C és 93 °C között.                                             |
| 3                                    | Rövid kitettség átmenetileg súlyos vagy mérsékelt, de maradandó sérülést okoz (pl. klórgáz).                                                        | 3                    | Folyadékok és gázok amelyek meggyújthatók a környezet szinte bármely hőmérsékletén (pl. benzin). Lobbanáspont 38 °C alatt, de 23 °C felett.                                     |
| 4                                    | Nagyon rövid kitettség is halált vagy súlyos, maradandó sérülést okoz (pl. hidrogén-cianid, foszfin, szén-monoxid, szarin).                         | 4                    | Gyorsan vagy teljesen elpárolog normál légköri nyomáson és hőmérsékleten vagy levegőben könnyen diszpergálódik, és könnyen ég (pl. propán, hidrogén). Lobbanáspont 23 °C alatt. |
| Instabilitás/Reakcióképesség (sárga) | Instabilitás/Reakcióképesség (sárga) | Különleges (fehér)   | Különleges (fehér) |
| 0                                    | Stabil, még tűznek kitéve is, és nem reagál vízzel (pl. hélium).                                                                                    |                      | A fehér "különleges jelzések" mező több szimbólumot tartalmazhat. A következő jelzéseket definiálja az NFPA 704 szabvány.                                                       |
| 1                                    | Normál körülmények között stabil, de instabillá válhat magas hőmérsékleten és nyomáson (pl. propán).                                                |                      | |
| 2                                    | Magas nyomáson és hőmérsékleten heves reakciói vannak, vízzel hevesen reagál vagy vízzel robbanó elegyet alkot (pl. fehérfoszfor, kálium, nátrium). | OX                   | Oxidálószer (pl. kálium-perklorát, ammónium-nitrát, hidrogén-peroxid) |
| 3                                    | Melegítve, összenyomva vagy erős ütés hatására robbanhat, vízzel robbanásszerűen reagál (pl. ammónium-nitrát, klór-trifluorid).                     | W                    | Vízzel szokatlan, vagy veszélyes módon reagál (pl. cézium, nátrium, kénsav) |
| 4                                    | Könnyen robban vagy robbanásszerűen bomlik normál nyomáson és hőmérsékleten (pl. nitroglicerin, trinitrotoluol, hexogén).                           | SA                   | Egyszerű fojtó gáz. Korlátozva a következő gázokra: nitrogén, hélium, neon, argon, kripton és xenon.                                                                            |

## Lásd még
- Veszélyes áruk

## Fordítás
- Ez a szócikk részben vagy egészben  a   NFPA 704 című angol Wikipédia-szócikk fordításán alapul.  Az eredeti cikk szerkesztőit annak laptörténete sorolja fel. Ez a jelzés csupán a megfogalmazás eredetét és a szerzői jogokat jelzi, nem szolgál a cikkben szereplő információk forrásmegjelöléseként.